# Cryphia aksuensis
Cryphia aksuensis är en fjärilsart som beskrevs av Charles Boursin 1954. Cryphia aksuensis ingår i släktet Cryphia och familjen nattflyn. Inga underarter finns listade i Catalogue of Life.